# José María Barrientos Jaramillo
José María Barrientos Jaramillo (Hatoviejo, 16 de agosto de 1830 - Fredonia, 14 de abril de 1910) fue un político y hacendado antioqueño perteneciente al Partido Conservador Colombiano
Barrientos ejerció como alcalde (Corregidor) del municipio de Ituango y como Comandante de la guardia municipal del municipio de Heliconia, fue padre de Marco Fidel Suárez Barrientos quien sería Presidente de la República de Colombia entre los años 1918 y 1921.

## Biografía
José María Barrientos Jaramillo nació en Hatoviejo (hoy Bello) el 16 de agosto de 1830, siendo miembro de una familia de la elite antioqueña del siglo XIX.  
Ocupó multitud de cargos públicos, entre ellos se destaca ser comandante de la guardia municipal del municipio de Heliconia por decreto del gobernador Marceliano Vélez Barreneche y posteriormente ser nombrado en múltiples ocasiones como Corregidor del municipio de Ituango (cargo similar al de un Alcalde).
José María Barrientos Jaramillo falleció el 14 de abril de 1910, en Fredonia, a la edad de 79 años.

## Familia
Sus padres fueron Félix Barrientos de Villa y Juana Jaramillo Sierra, siendo sus hermanos Cecilia, María Josefa, Marco Antonio, Carlos Enrique, Fernando, María Luisa y Ramona Barrientos Jaramillo.
Su tía María Estanislada Barrientos era la madre de Joaquín Santamaría, quien estaba casado con Amalia Herrán Mosquera, hija a su vez de Amalia Mosquera y del expresidente Pedro Alcántara Herrán, y a su vez nieta del expresidente Tomás Cipriano de Mosquera, padre de Amalia. De Amalia Herrán es tataranieto Mauricio Cárdenas Santamaría.

### Descendencia

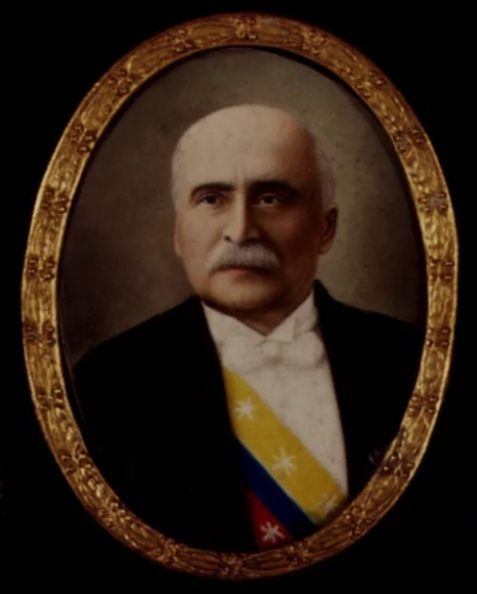
Marco Fidel Suárez, su hijo extramatrimonial, e irónicamente el más conocido de toda su descendencia.

En su juventud fue descrito como un hombre mujeriego, teniendo múltiples amoríos con trabajadoras de las haciendas y fincas de su familia, entre ellas con la lavandera de su hacienda en Hatoviejo, la señora Rosalía Suárez, de esta relación nacería Marco Fidel Suárez Barrientos.
Suárez, pese a no ser reconocido por su padre si no hasta la adultez se volvería Presidente de la República de Colombia entre los años 1918 y 1921, de la relación con Rosalía Suárez también nacería la hermana de Marco Fidel, Soledad Úrsula Suárez. 
Barrientos contrajo matrimonio posteriormente con Lucrecia Gutiérrez Peláez, con quien tuvo a sus otros hijos Jesús María, María, Julia, Bárbara, María Luisa y Carlos Enrique Barrientos Gutiérrez.